# James Augustine
James Augustine (ur. 27 lutego 1984 w Midlothian) – amerykański koszykarz, występujący na pozycji silnego skrzydłowego.
Jego ojciec Dale grał w futbol amerykański, a matka Barb była pływaczką w Wisconsin-Oshkosh. Wuj - Jerry Augustine grał profesjonalnie w baseball dla zespołu MLB - Milwaukee Brewers od 1973 do 1985, następnie pełnił funkcję trenera na University of Wisconsin–Milwaukee w latach 1995-2006. Jest także kuzynem byłego zawodnika NFL - Nicka Sorensena.
21 października 2018 roku ogłosił zakończenie kariery.

## Osiągnięcia
Na podstawie, o ile nie zaznaczono inaczej.

### NCAA
- Wicemistrz NCAA (2005)
- Uczestnik rozgrywek:
  - Sweet 16 turnieju NCAA (2004, 2005)
  - II rundy turnieju NCAA (2003–2006)
- Mistrz:
  - turnieju konferencji Big Ten (2003, 2005)
  - sezonu regularnego konferencji Big Ten (2004, 2005)
- Most Outstanding Player (MOP=MVP) turnieju Big Ten (2005)[9]
- MVP turnieju South Padre Island (2006)
- Zaliczony do:
  - I składu:
    - Big Ten (2006)
    - turnieju:
      - Big Ten (2005)
      - South Padre Island Invitational (2006)

    - najlepszych pierwszorocznych zawodników Big 10 (2003)

  - II składu Big 10 (2006)
  - III składu All-Big Ten (2005)
  - składu All-Big Ten Honorable Mention (2004)
- Lider Big 10 w skuteczności rzutów z gry (2006 – 62,4%)

### Drużynowe
- Mistrz:
  - Eurocup (2015)
  - VTB/Rosji (2017)
- Wicemistrz:
  - Rosji (2013)
  - VTB/Rosji (2015)
- Brąz Euroligi (2017)
- 4. miejsce w VTB (2013, 2016)
- Finalista superpucharu Hiszpanii (2010)

### Indywidualne
- Rezerwowy Roku VTB (2014)
- MVP:
  - miesiąca VTB (styczeń – 2013/2014)
  - tygodnia:
    - ACB (21 – 2011/2012, 33 – 2011/2012)
    - VTB (2 – 2013/2014)

  - 2 spotkania półfinałów EuroCup (2014/2015)
- Zaliczony do II składu Eurocup (2010)
- Lider w zbiórkach:
  - Euroligi (2018)
  - Eurocup (2010)
  - Ligi ACB (2012)